# 국도 제404호선 (일본)
국도 제404호선(일본어: 国道404号)은 니가타현 나가오카시에서 출발하여 도카마치시를 거쳐 조에쓰시까지 이르는 총 연장 99.7 km, 실제 연장 29.4 km, 현도 24.9 km의 거리를 각각 이루는 일본의 일반 국도이다.

## 개요
전체 총 연장 구간인 99.7 km 중 7할 상당에 해당되는 구간인 70.3 km의 구간이 중용 연장으로 지도 상에서는 겹쳐져 있게 되는 상급 노선들만 별도로 표기하고 있다. 그러나 이 국도는 당초에는 국도 제403호선과의 접근 지대가 없으나, 1993년에는 동일 노선이 연신하여 지정되어 있던 과정상 28.4 km의 중용 구간이 새로이 성립되었기 때문이다. 그래서 총 연장 전체 중 80%의 구간에 한하여 국도 제492호선의 구간과 해당 국도가 서로 겹쳐진 것으로 보인다.

### 노선 정보
일반 국도의 노선을 지정하고 있는 정령에 의거한 기종점 및 경유지는 다음과 같다.
- 기점 : 나가오카시 미사와 2초메 203-1 (미사와 3초메 교차로 = 국도 제17호선과의 교점)
- 종점 : 조에쓰시 (미쓰야 교차로 = 국도 제8호선과의 교점이자 국도 제253호선과의 기점)
- 중요한 경과지 : 니가타현 가리와군 오구니정[1], 같은 현 나카우오누마군 가와니시정[2], 또 다른 같은 현의 히가시쿠비키군 마쓰다이정[3] 등
- 총 연장 : 99.7 km[4]
- 중용 연장 : 70.3 km
- 실제 연장 : 29.4 km
  - 현도 : 24.9 km
  - 구도 : 4.5 km
  - 신도 : 없음
- 지정 구간 : 없음

## 역사
- 1982년 4월 1일 : 일반 국도 제404호선(나가오카시 - 조에쓰시)이 공식으로 지정 시행
- 2013년 11월 24일 : 피닉스 대교(일본어판)가 개통됨
- 2014년 4월 1일 : 나가오카시의 시내 구간의 경로가 일부 변경됨

## 지리

### 통과하는 지자체
- 니가타현
  - 나가오카시 - 도카마치시 - 조에쓰시

### 통과하는 국도
- 국도 제17호선
- 국도 제352호선
- 국도 제351호선
- 국도 제8호선
- 국도 제291호선
- 국도 제252호선
- 국도 제253호선
- 국도 제353호선
- 국도 제403호선

### 연선
- 시나노강
  - 시부미가강(일본어판)
- JR 신에쓰 본선
  - 쓰카야마역

## 같이 보기
- 나가오카 도자이 도로(일본어판)